# ماجد الجمعان
ماجد الجمعان لاعب كرة قدم سعودي سابقاً ولاعب جولف حالياً لعب في نادي النصر السعودي في مركز الهجوم وشغل منصب الرئيس التنفيذي في شركة نادي النصر السعودي.بعد فسخ عقده من قبل إدارة النادي النصر 
بدأ مع فريق النصر الأول عام 1989 وحقق معه بطولتين، الأولى في العام نفسه وهي بطولة الدوري السعودي الممتاز والبطولة الثانية في العام الذي يليه عندما حقق مع الفريق بطولة كأس الملك السعودي، يعد ماجد الجمعان صاحب ثاني أسرع هدف في تاريخ ديربي السعودية عندما سجل هدف فريقه النصر في مرمى فريق الهلال عند الثانية 34 من الشوط الأول عام 1990.

## مشواره الكروي
لعب «الجمعان» في صفوف النصر 88-1989 وهو لم يتجاوز 20 عاماً وكان الفريق الأول وقتها يضم مجموعة من النجوم الدوليين خصوصاً في خط الهجوم الذي كان يشكل أغلب هجوم المنتخب الأول بطل القارة الآسيوية -آنذاك- أمثال ماجد عبد الله ومحيسن الجمعان وفهد الهريفي ومن منتخب الناشئين بطل كأس العالم -حينها- لاعب الوسط المتقدم سعود الحمالي والمهاجم وليد الطرير لهذا لم ينل فرصته الكاملة كلاعب أساسي مع الفريق إلا نادراً، كان يرتدي القميص رقم 19 وقد سبق له ارتداء الرقم 9 الذي اشتهر به هداف النصر والمنتخب ماجد عبد الله وذلك في البطولات التي يغيب عنها.

## ثاني أسرع هدف في تاريخ الديربي
مع بداية موسم 1990 وتحديداً في يوم الإثنين 1410/2/18 الموافق 1989/09/18 في مباراة نادي النصر ونادي الهلال الدور الأول من مسابقة كأس الاتحاد وبعد مرور 34 ثانية فقط من بداية المباراة تلقى ماجد الجمعان -وهو يرتدي الرقم 9- كرة عرضية من زميله الجناح الأيمن خالد السميح ليرتقي لها ويضعها برأسه قوية في سقف مرمى حارس الهلال الأول صالح السلومي ليكون بذلك الهدف الأسرع في تاريخ الديربي، حتى تخطاه لاعب النصر اوتافيو مونتيرو بتسجيله هدف في مباراة النصر و الهلال في الثانية 23 في الجولة الثانية من الموسم 2023/2024 من منافسات الدوري السعودي للمحترفين.

## بعد الاعتزال
ابتعد عن كرة القدم في العام 1993 وسافر إلى الولايات المتحدة الأميركية لدراسة تخصص إدارة أعمال وأكمل دراساته العليا ليحصل على الماجستير في الإدارة العامة من جامعة سياتل ومن ثم على درجة الدكتوراه، عاد إلى المملكة وخاض تجربة رياضية جديدة لكن في مجال آخر غير كرة القدم حيث أصبح لاعباً للجولف وشارك مع منتخب الجولف السعودي وحقق بعض الإنجازات منها التأهل إلى التصفيات النهائية للجولف في جنوب إفريقيا عام 2011 والفوز بالمركز الأول في منافسات البطولة السعودية الكندية للجولف (CCOR) لعام 2015 والتي أقيمت منافساتها على ملاعب نادي جولف ديراب الدولية للجولف في ضاحية ديراب بمنطقة الرياض.
في عام 2018 اختاره رئيس النصر سعود السويلم ليكون عضواً في مجلس إدارة النصر الجديد.

## الإنجازات
- الحصول على الدوري السعودي الممتاز 1989.
- الحصول على كأس الملك السعودي 1990.